# Burg Beverbäke
Die Burg Beverbäke ist eine abgegangene Motte (Turmhügelburg) im Oldenburger Stadtteil Donnerschwee in Niedersachsen aus dem 13. Jahrhundert. 

## Aufbau
Im Jahr 1468 wird die Burg als „Haus auf dem Wall“ bezeichnet. Diese Bezeichnung ist typisch für Motten. Aus dem Jahr 1867 gibt es einen Bericht über Mauerreste und einen noch vorhandenen Brunnen.

## Geschichte
Die erste urkundliche Erwähnung der Herren von Beverbäke ist im Jahr 1233. Es handelt sich um einen Zweig der seit 1159 nachgewiesenen Herren von Bremen. Die letzte Nennung eines Herren von Beverbäke war im Jahr 1433. Die Burg Beverbäke ging zur Mitte des 15. Jahrhunderts in den Besitz der Herren von Schleppegrell über. Diese hatten bereits seit mindestens 1428 in Donnerschwee Besitzungen. Aus einem Erbteilungsvertrag von 1468 ist überliefert, dass Dietrich von Schleppegrell die Burg erhielt. Die Schleppegrells verkauften bis zum Jahr 1533 ihren Besitz bei Oldenburg. Spätestens zu diesem Zeitpunkt wurde die Burg aufgelassen.